# Église Notre-Dame-de-l'Assomption de Sainte-Marie (La Réunion)
Pour les articles homonymes, voir Église Notre-Dame et Notre-Dame-de-l'Assomption.
L'église Notre-Dame de l'Assomption de Sainte-Marie est une église catholique de l'île de La Réunion, département d'outre-mer français dans le sud-ouest de l'océan Indien. Située à Sainte-Marie, au nord de l'île, elle est inscrite monument historique en 2012.

## Histoire
En 1729, Anne Mousse, première femme née à la Réunion et pieuse, fait construire une chapelle par Domingue Ferrero près de là où est enterré son mari, Noël Tessier. Aujourd'hui, il ne reste que les fondations sur lesquelles a été bâtie l'église.

## Affaire Jacky Hoarau
En avril 2012, l'ancien curé de Sainte-Marie, Jacky Hoarau est condamné à huit ans de prison pour viols et agressions sexuelles sur un enfant de chœur de 14 ans, de mai 2007 à juin 2008. Il était atteint du SIDA au moment des faits. Entendu lors de l'enquête et au procès, Gilbert Aubry, son supérieur à l'époque, reconnait qu'il savait que le prêtre était séropositif.